# Блонти
Бло́нти (латыш. Blonti) — населённый пункт в Латвии. Административный центр Циблского края и Блонтинской волости. По данным на 2021 год, в населённом пункте проживало 210 человек. Есть краевая и волостная администрация, детский сад, библиотека, народный дом.

## История
В советское время населённый пункт входил в состав Блонтского сельсовета Лудзенского района. В селе располагалась центральная усадьба колхоза им. Кирова.